# Rodovia Castelo Branco

SP-280

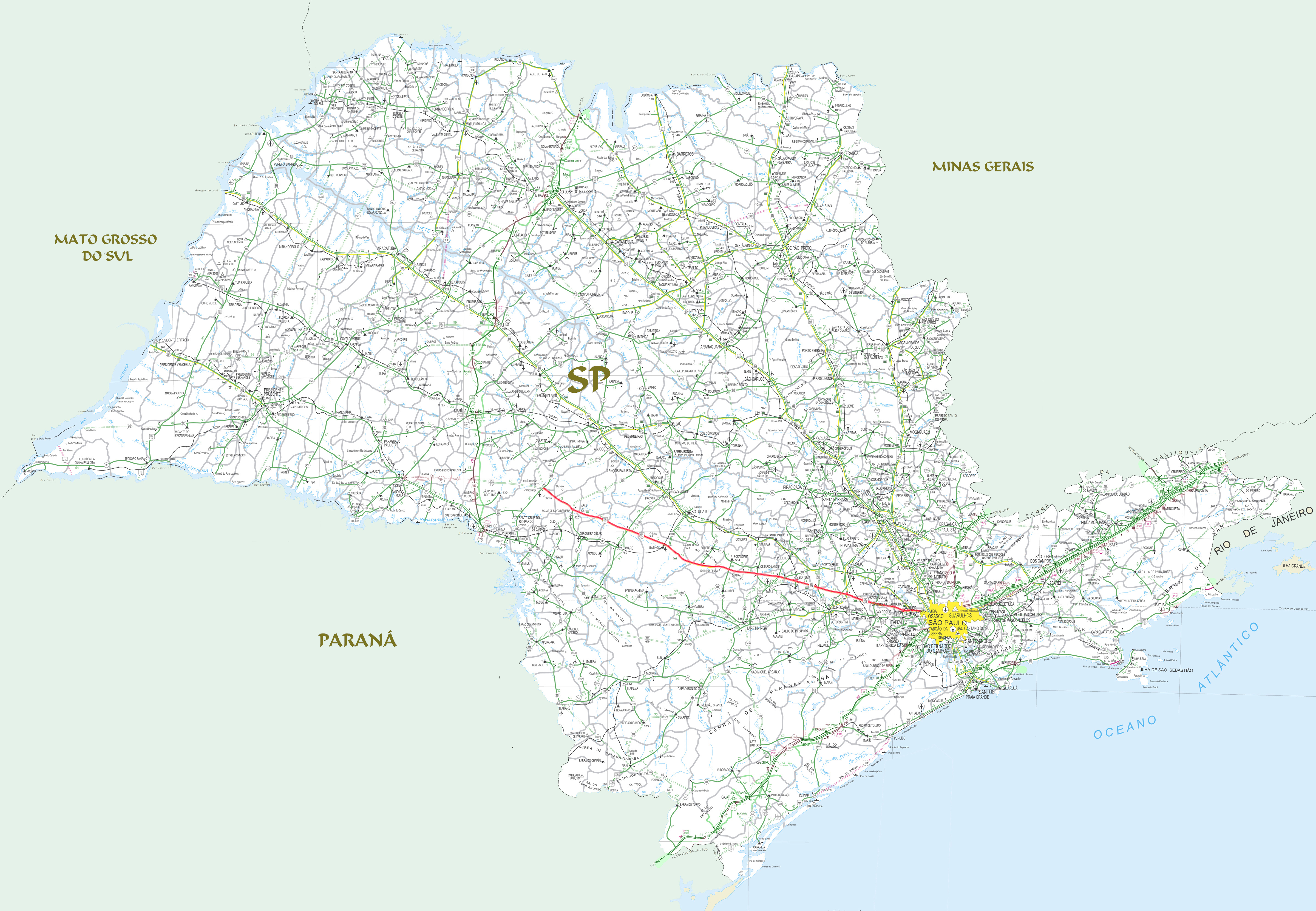
L'autoroute, en rouge

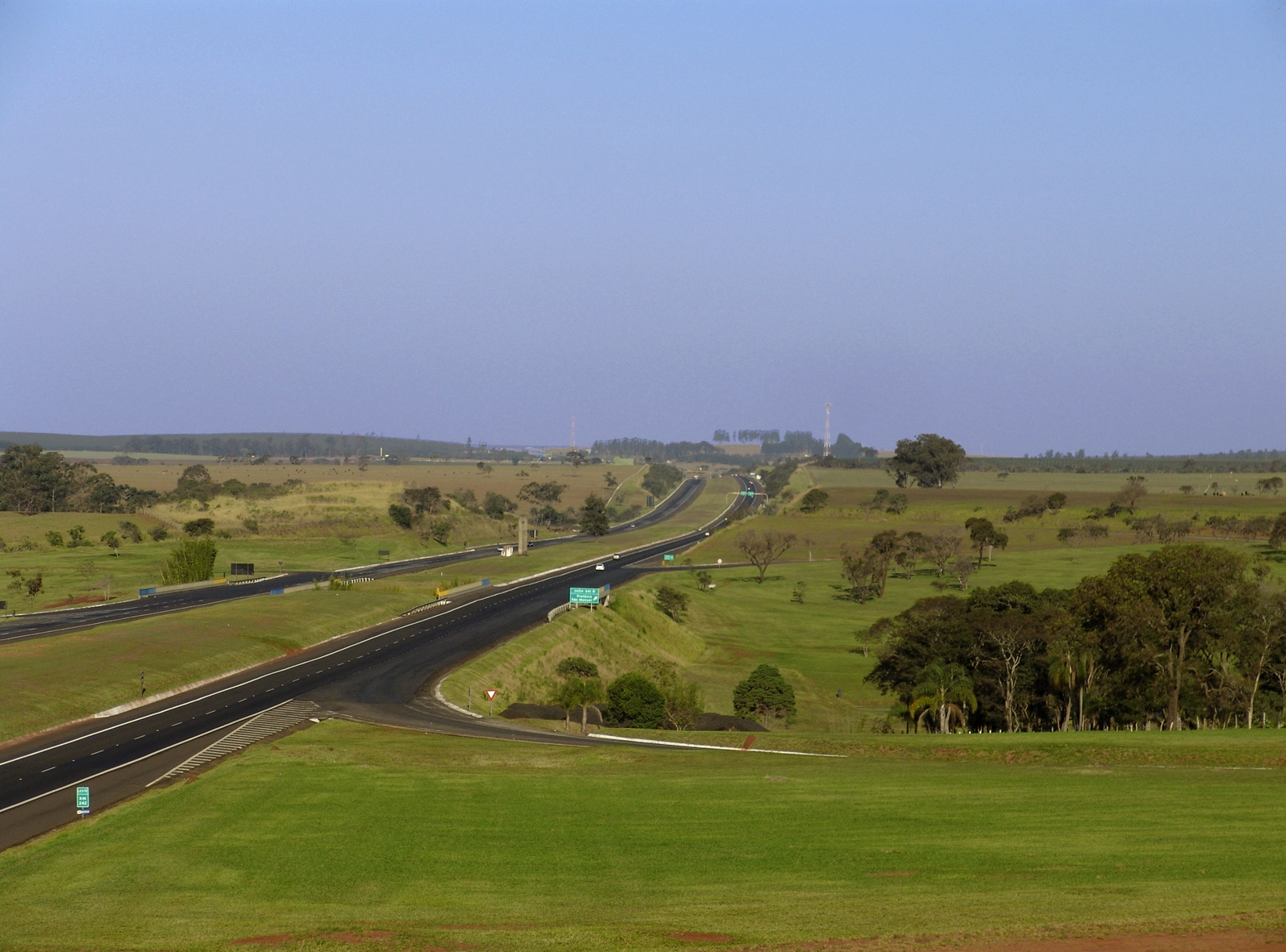
Castelo Branco

La rodovia Castelo Branco ou Via Catelo Branco est une autoroute de l'État de São Paulo au Brésil codifiée SP-280.